# Lina Anatoljevna Cserjazova
Lina Anatoljevna Cserjazova (oroszul: Лина Анатольевна Черязова, latin betűvel: Lina Anatolyevna Cheryazova) (Taskent, 1968. november 1. – 2019. március 23.) olimpiai bajnok szovjet-üzbég síakrobata.
Cserjazova volt sportágának első olimpiai bajnoka 1994-ben. Egy évvel korábban világbajnok volt. Üzbegisztán egyetlen olimpiai bajnoka és érmese a téli játékok történetében. Pályafutását az 1998-as olimpiát követően fejezte be. 2019. március 23-án hunyt el, 50 éves korában.

## Sportpályafutása
Lina Cserjazova szülei 1966-ban költöztek Taskentbe, itt született 1968. november 1-jén.
Először 1989-ben vett részt világbajnokságon a szovjet válogatott tagjaként. 1991-ben második, 1992-ben első helyen végzett a tornán.
Az 1992-es albertville-i téli olimpián ötödik helyen végzett mogul versenyszámban. Az 1994-es lillehammeri téli olimpián síakrobatikában nyert olimpiai bajnoki címet, ezzel sportágának első olimpiai aranyérmese lett. Egy évvel korábban világbajnoki címet is szerzett a szakágban. A döntőben kevesebb, mint 1 ponttal előzve meg svéd Marie Lindgrent.
1994 júliusában súlyos fejsérülést szenvedett egy egyesült államokbeli edzése során, amelynek következtében több napon át kómában volt. Annak ellenére, hogy egy ideig az élete is veszélybe került, felgyógyult és visszatért a versenypályákra. Pályafutását az 1998-as olimpiát követően fejezte be, itt a 13. helyen végzett.
Visszavonulása után visszaköltözött Novoszibirszkbe, ahonnan szülei Taskentbe vándoroltak születése előtt. Sérülése hátráltatta abban, hogy edzőként vállaljon munkát, volt, hogy óvodában tartott testnevelés órát. Életének ebben a szakaszában szegénységben élt. Alekszandr Karelin olimpikon közbenjárásának is köszönhetően később állami kitüntetést kapott, ennek következtében havi 15 ezer rubel (2006-ban kb. 560 USD)  járandóságra tett szert.
2008-ban örökbe fogadott egy három hónapos kislányt.
2019. március 23-án hunyt el hosszan tartó, súlyos betegség után.

## Díjai, kitüntetései
Üzbegisztán
- Mehnat Suhrati érdemrend[8]
- Az Üzbég Köztársaság érdemes sportolója (1994)[9]
- O’zbekiston iftixori — Üzbegisztán büszkesége (1998)[10]

Oroszország
- Oroszország érdemes sportmestere (2006)